# Wapen van Ciney

Het wapen van Ciney sinds 1980.

Het wapen van Ciney is het heraldisch wapen van de Naamse gemeente Ciney. Het werd voor het eerst op 19 juli 1841 bij Koninklijk Besluit toegekend en op 4 juli 1980 in licht gewijzigde versie herbevestigd.

## Geschiedenis
Het gemeentewapen van de fusiegemeente Ciney, die was ontstaan uit de samenvoeging van de gemeenten Ciney, Achêne, Braibant, Chevetogne, Conneux, Leignon, Pessoux, Serinchamps en Sovet, was gebaseerd op een zegel van de stad uit 1632, die verwees naar een legende in verband met de naamgeving van de stad Ciney, die draaiden om de vijf zonen van Clement. Een eerste legende, overgeleverd door Jean d'Outremeuse, verhaalde over de stichting van de stad door Sedros, koning van Tongeren, die deze Halloy noemde, en deze toevertrouwde aan Clement. Deze zou nadat daar zijn vijf zonen, een vijfling, waren geboren de plaats tot Chynée (cinq-nés: "vijf-(nieuw)geborenen") hebben hernoemd. Een tweede legende verhaalt hoe de vijf zonen van Clement zouden zijn verdronken, waarop Clement de hulp inriep van de heilige Maternus om hen terug tot leven te brengen en beloofde zich tot het christendom te bekeren indien hij hierin slaagde. Maternus wekte de vijf zonen van Clement terug tot leven en stichtte er een klooster, waarop Clement zich bekeerde. De plaats zou dan de naam cinq noyés ("vijf verdronkenen") hebben gekregen.

## Blazoen
De eerste blazoenering luidde:
D'azur, aux cinq têtes de jeunes gens imberbes, d'argent, posées en sautoir, l'écu timbré d'une couronne d'or sommée d'une étoile de cinq rais de même.
Van azuur met vijf hoofden van jonge baardeloze mannen van zilver gekruist geplaatst, het schild getopt met een kroon van goud getopt met een ster en vijf stralen van dezelfde kleur.— Koninklijk Besluit van 19 juli 1841.
De huidige blazoenering luidt:
D'azur à 5 têtes de jeunes hommes imberbes d’argent posées en sautoir; l’écu sommé d’une couronne murale d'or à 5 créneaux.
Van azuur met vijf hoofden van jonge baardeloze mannen van zilver gekruist geplaatst; het schild getopt met een muurkroon van goud met 5 kantelen.— Ministerieel Besluit van 4 juli 1980.